# Nogometna liga Zajednice općina Varaždin 1985./86.
 Nogometna liga Zajednice općina Varaždin  je bila liga petog stupnja nogometnog prvenstva Jugoslavije u sezoni 1985./86. 
 
Sudjelovalo je 14 klubova, a prvak je bio klub "Dubravka" iz Turčina.  

## Sustav natjecanja
14 klubova je igralo dvokružnu ligu (26 kola). 

## Ljestvica
| mj. | klub                        | ut. | pob | ner | por | gol+ | gol- | bod |
| --- | --------------------------- | --- | --- | --- | --- | ---- | ---- | --- |
| 1.  | Dubravka Turčin             | 26  | 18  | 5   | 3   | 92   | 26   | 41  |
| 2.  | Nedeljanec                  | 26  | 15  | 7   | 4   | 76   | 43   | 37  |
| 3.  | Mladost Varaždinske Toplice | 26  | 13  | 8   | 5   | 51   | 29   | 34  |
| 4.  | Hraščica                    | 26  | 13  | 6   | 7   | 45   | 34   | 32  |
| 5.  | Drava Sveti Đurđ            | 26  | 12  | 5   | 9   | 55   | 58   | 29  |
| 6.  | Zelengaj Kućan Donji        | 26  | 11  | 4   | 11  | 55   | 49   | 26  |
| 7.  | Orač Petrijanec             | 26  | 10  | 5   | 11  | 59   | 57   | 25  |
| 8.  | Proleter Lepoglava          | 26  | 10  | 5   | 11  | 42   | 42   | 25  |
| 9.  | Mladost Derma Varaždin      | 26  | 10  | 5   | 11  | 57   | 59   | 25  |
| 10. | Sloga Slokovec              | 26  | 11  | 2   | 13  | 71   | 71   | 24  |
| 11. | Metalac Ladanje             | 26  | 9   | 6   | 11  | 57   | 59   | 24  |
| 12. | Proleter Nova Ves           | 26  | 7   | 6   | 13  | 46   | 66   | 20  |
| 13. | Mladost Margečan            | 26  | 5   | 3   | 18  | 39   | 91   | 13  |
| 14. | Zadrugar Hrastovsko         | 26  | 3   | 3   | 20  | 32   | 94   | 9   |

- Ladanje danas podijeljeno na Donje Ladanje i Gornje Ladanje. "Metalac" (danas "Rudar 47") je iz Donjeg Ladanja

## Rezultatska križaljka
| kratica | klub                        | DRA | DUB | HRA | MET | MLADV | MLAM | MLAVT | NED | ORAČ | PROL | PRONS | SLO | ZAD | ZEL |
| --- | --------------------------- | --- | --- | --- | --- | ----- | ---- | ----- | --- | ---- | ---- | ----- | --- | --- | --- |
| DRA | Drava Sveti Đurđ            |     |     |     |     |       |      |       |     |      |      |       |     |     |     |
| DUB | Dubravka Turčin             |     |     |     |     |       |      |       |     |      |      |       |     |     |     |
| HRA | Hraščica                    |     |     |     |     |       |      |       |     |      |      |       |     |     |     |
| MET | Metalac Ladanje             |     |     |     |     |       |      |       |     |      |      |       |     |     |     |
| MLADV | Mladost Derma Varaždin      |     |     |     |     |       |      |       |     |      |      |       |     |     |     |
| MLAM | Mladost Margečan            |     |     |     |     |       |      |       |     |      |      |       |     |     |     |
| MLAVT | Mladost Varaždinske Toplice |     |     |     |     |       |      |       |     |      |      |       |     |     |     |
| NED | Nedeljanec                  |     |     |     |     |       |      |       |     |      |      |       |     |     |     |
| ORAČ | Orač Petrijanec             |     |     |     |     |       |      |       |     |      |      |       |     |     |     |
| PROL | Proleter Lepoglava          |     |     |     |     |       |      |       |     |      |      |       |     |     |     |
| PRONS | Proleter Nova Ves           |     |     |     |     |       |      |       |     |      |      |       |     |     |     |
| SLO | Sloga Slokovec              |     |     |     |     |       |      |       |     |      |      |       |     |     |     |
| ZAD | Zadrugar Hrastovsko         |     |     |     |     |       |      |       |     |      |      |       |     |     |     |
| ZEL | Zelengaj Kućan Donji        |     |     |     |     |       |      |       |     |      |      |       |     |     |     |
| |                             |     |     |     |     |       |      |       |     |      |      |       |     |     |     |
| podebljan rezultat - utakmice od 1. do 13. kola (1. utakmica između klubova) rezultat normalne debljine - utakmice od 14. do 26. kola (2. utakmica između klubova) rezultat nakošen - nije vidljiv redoslijed odigravanja međusobnih utakmica iz dostupnih izvora rezultat smanjen * - iz dostupnih izvora nije uočljiv domaćin susreta prekrižen rezultat - poništena ili brisana utakmica p - utakmica prekinuta 3:0 p.f. / 0:3 p.f. - rezultat 3:0 bez borbe |                             |     |     |     |     |       |      |       |     |      |      |       |     |     |     |

 Izvori: